# Mikhaïl Bogdanov
Pour les articles homonymes, voir Bogdanov.
Mikhaïl Leonidovitch Bogdanov (en russe : Михаи́л Леони́дович Богда́нов), né le 2 mars 1952, est un diplomate russe, actuel vice-ministre des Affaires étrangères (depuis le 12 juin 2011), et représentant spécial du président de la fédération de Russie pour le Proche Orient (depuis le 23 janvier 2012). Il est également vice-président de la Société impériale orthodoxe de Palestine.

## Biographie
Il termine en 1974 l'Institut d'État des relations internationales de Moscou et entre ensuite au service diplomatique du ministère des Affaires étrangères d'URSS. De 1974 à 1977, il est au Yémen; de 1977 à 1980 au Liban; de 1983 à 1989 et de 1991 à 1994 en Syrie. Entre les deux, de 1989 à 1991, il travaille au département du Moyen-Orient et d'Afrique du Nord au ministère des Affaires étrangères, dont il devient le vice-directeur de 1994 à 1997.
Il est ambassadeur de Russie en Israël de 1997 à 2002.
De 2002 à 2005, il est directeur du département du Proche Orient et d'Afrique du Nord au ministère des Affaires étrangères, puis, jusqu'en 2011, il est ambassadeur plénipotentiaire et extraordinaire en Égypte, œuvrant à un rapprochement de ce pays avec la Russie. Il est également représentant plénipotentiaire de la fédération de Russie auprès de la Ligue des États arabes.
Il est nommé en juin 2011 vice-ministre des Affaires étrangères chargé des questions des pays d'Afrique et du Proche et Moyen-Orient. Le président Medvedev le nomme représentant spécial du président de la fédération de Russie, le 23 janvier 2012, pour les questions proche-orientales. Depuis le déclenchement de la guerre civile syrienne, Mikhaïl Bogdanov est particulièrement chargé du dossier vis-à-vis du Kremlin. Il s'oppose à une « somalisation du conflit » dès le début de la crise et pose dès le départ les questions qui seront mises au grand jour à partir de l'intervention russe en Syrie trois ans plus tard. Il fait part aussi de l'appui de la Russie au Hezbollah libanais dans le règlement de la crise.
Il parle couramment l'anglais et l'arabe.
Il est marié et père d'un fils.

## Rang diplomatique
Mikhaïl Bogdanov a le rang diplomatique d'ambassadeur plénipotentiaire et extraordinaire (31 janvier 2001).

## Distinctions
- Ordre de l'Honneur (1er mai 2012)
- Ordre de l'Amitié (15 janvier 2004)
- Certificat d'honneur du président de la fédération de Russie (25 septembre 2014)
- Certificat de gratitude du président de la fédération de Russie] (2005) — pour services rendus à la défense des intérêts et des droits des citoyens.

Décorations étrangères:
- Ordre de l'Étoile de Jérusalem (Autorité palestinienne, 2014)[7].

Il a reçu aussi diverses médailles de la part de l'Église orthodoxe russe, des patriarcats d'Antioche et de Jérusalem.